# Groupe B des éliminatoires de la Coupe d'Afrique des nations de football 2023
Navigation
Groupe A Groupe C
Le groupe B des éliminatoires de la Coupe d'Afrique des nations de football 2023 est une compétition qualificative pour la phase finale de la Coupe d'Afrique des nations de football 2023, qui se déroule en janvier et février 2024 en Côte d'Ivoire.

## Tirage au sort
Le tirage au sort a eu lieu le 19 avril 2022 au Caire. Les têtes de série sont désignées via un classement CAF (construit d'après les résultats lors des dernières CAN).
Le tirage au sort désigne les équipes suivantes dans le groupe B. Les quarante-huit équipes sont réparties en douze dans quatre chapeaux :
- Chapeau 1 :  Burkina Faso (10e du classement CAF)
- Chapeau 2 :  Cap-Vert (14e du classement CAF)
- Chapeau 3 :  Togo (32e du classement CAF)
- Chapeau 4 :  Eswatini (43e du classement CAF)

## Classement
- Qualification pour la CAN 2023

| Rang | Équipe       | Pts | J | G | N | P | Bp | Bc | Diff |  | Résultats (▼ dom., ► ext.) |     |     |     |     |
| ---- | ------------ | --- | - | - | - | - | -- | -- | ---- |  | -------------------------- | --- | --- | --- | --- |
| 1    | Burkina Faso | 11  | 6 | 3 | 2 | 1 | 8  | 5  | +3   |  | Burkina Faso               |     | 2-0 | 1-0 | 0-0 |
| 2    | Cap-Vert     | 10  | 6 | 3 | 1 | 2 | 8  | 6  | +2   |  | Cap-Vert                   | 3-1 |     | 2-0 | 0-0 |
| 3    | Togo         | 8   | 6 | 2 | 2 | 2 | 8  | 8  | 0    |  | Togo                       | 1-1 | 3-2 |     | 2-2 |
| 4    | Eswatini     | 3   | 6 | 0 | 3 | 3 | 3  | 8  | -5   |  | Eswatini                   | 1-3 | 0-1 | 0-2 |     |

## Résultats
| 1re journée             | Togo                      | 2 - 2   | Eswatini                     | Stade de Kégué, Lomé                   |                                        |
| 3 juin 2022 16:00 UTC±0 | Placca 20e · Laba 87e     | (1 - 0) | 84e Ndzinisa · 90+5e Ngwenya | Arbitrage : Djindo Louis Houngnandande | Arbitrage : Djindo Louis Houngnandande |
| 3 juin 2022 16:00 UTC±0 | Tchakei 36e · Asamoah 56e | Rapport | 58e Dlamini · 74e Thwala     | Arbitrage : Djindo Louis Houngnandande | Arbitrage : Djindo Louis Houngnandande |

| 3 juin 2022 | Burkina Faso             | 2 - 0   | Cap-Vert                             | Grand stade de Marrakech, Marrakech |                               |
| 20:00 UTC+1 | Bandé 58e · Ouattara 88e | (0 - 0) |                                      | Arbitrage : Daniel Nii Laryea       | Arbitrage : Daniel Nii Laryea |
| 20:00 UTC+1 | Bandé 59e · Tapsoba 60e  | Rapport | 41e Cuca · 61e Tavares · 90e Stopira | Arbitrage : Daniel Nii Laryea       | Arbitrage : Daniel Nii Laryea |

| 2e journée              | Eswatini                               | 1 - 3   | Burkina Faso                         | FNB Stadium, Johannesbourg |                          |
| 7 juin 2022 15:00 UTC+2 | Ndzinisa 64e                           | (0 - 0) | 69e 75e Ouattara · 85e Aziz Ki       | Arbitrage : Easter Zimba   | Arbitrage : Easter Zimba |
| 7 juin 2022 15:00 UTC+2 | Thwala 25e · Mkhonta 29e · Mkhonta 84e | Rapport | 38e Kaboré · 62e Bandaogo · 74e Dayo | Arbitrage : Easter Zimba   | Arbitrage : Easter Zimba |

| 7 juin 2022 | Cap-Vert                     | 2 - 0   | Togo                   | Grand stade de Marrakech, Marrakech |                          |
| 18:30 UTC+1 | Tavares 10e · Monteiro 90+4e | (1 - 0) |                        | Arbitrage : Mehrez Melki            | Arbitrage : Mehrez Melki |
| 18:30 UTC+1 | Atte 50e                     | Rapport | 58e Lopes · 90+4e Rosa | Arbitrage : Mehrez Melki            | Arbitrage : Mehrez Melki |

| 3e journée               | Cap-Vert | 0 - 0   | Eswatini | Estádio Nacional de Cabo Verde, Praia |                                |
| 24 mars 2023 18:30 UTC−1 |          | (0 - 0) |          | Arbitrage : Charles Benle Bulu        | Arbitrage : Charles Benle Bulu |
| 24 mars 2023 18:30 UTC−1 | Rapport  |         |          | Arbitrage : Charles Benle Bulu        | Arbitrage : Charles Benle Bulu |

| 24 mars 2023 | Burkina Faso | 1 - 0   | Togo           | Grand stade de Marrakech, Marrakech |                             |
| 19:00 UTC±0  | Tapsoba 87e  | (0 - 0) |                | Arbitrage : Maguette Ndiaye         | Arbitrage : Maguette Ndiaye |
| 19:00 UTC±0  | Dayo 53e     | Rapport | 85e Ouro-Gneni | Arbitrage : Maguette Ndiaye         | Arbitrage : Maguette Ndiaye |

| 4e journée               | Eswatini                                | 0 - 1   | Cap-Vert                   | Stade Mbombela, Mbombela        |                                 |
| 28 mars 2023 15:00 UTC+2 |                                         | (0 - 0) | 56e Mendes                 | Arbitrage : Jean Claude Ishimwe | Arbitrage : Jean Claude Ishimwe |
| 28 mars 2023 15:00 UTC+2 | Dlamini 60e · Ngwenya 81e · Manyisa 87e | Rapport | 69e Fernandes · 81e Duarte | Arbitrage : Jean Claude Ishimwe | Arbitrage : Jean Claude Ishimwe |

| 28 mars 2023 | Togo       | 1 - 1   | Burkina Faso                       | Stade de Kégué, Lomé       |                            |
| 19:00 UTC±0  | Laba 26e   | (1 - 1) | 12e Ouattara                       | Arbitrage : Bakary Gassama | Arbitrage : Bakary Gassama |
| 19:00 UTC±0  | Klidje 61e | Rapport | 26e Yago · 69e Badolo · 77e Kaboré | Arbitrage : Bakary Gassama | Arbitrage : Bakary Gassama |

| 5e journée               | Cap-Vert                                   | 3 - 1   | Burkina Faso         | Estádio Nacional de Cabo Verde, Praia |                            |
| 18 juin 2023 15:00 UTC−1 | Bebé 7e · Fernandes 67e · Andrade 90+4e    | (1 - 1) | 45+3e Dayo           | Arbitrage : Haythem Guirat            | Arbitrage : Haythem Guirat |
| 18 juin 2023 15:00 UTC−1 | Mendes 88e · Tavares 90+2e · Andrade 90+6e | Rapport | 39e Touré · 64e Yago | Arbitrage : Haythem Guirat            | Arbitrage : Haythem Guirat |

| 18 juin 2023 | Eswatini    | 0 - 2   | Togo                      | Stade Mbombela, Mbombela |                          |
| 17:00 UTC+2  |             | (0 - 1) | 14e Denkey · 90+2e Placca | Arbitrage : Peter Waweru | Arbitrage : Peter Waweru |
| 17:00 UTC+2  | Msibi 90+5e | Rapport | 56e Amouzou · 90+6e Romao | Arbitrage : Peter Waweru | Arbitrage : Peter Waweru |

| 6e journée                   | Burkina Faso | 0 - 0   | Eswatini | Grand stade de Marrakech, Marrakech |                       |
| 8 septembre 2023 20:00 UTC+1 |              | (0 - 0) |          | Arbitrage : Amin Omar               | Arbitrage : Amin Omar |
| 8 septembre 2023 20:00 UTC+1 | Dayo 79e     | Rapport |          | Arbitrage : Amin Omar               | Arbitrage : Amin Omar |

| 10 septembre 2023 | Togo                                 | 3 - 2   | Cap-Vert              | Stade de Kégué, Lomé      |                           |
| 16:00 UTC±0       | Denkey 40e (pen.) 77e · Ouattara 87e | (1 - 2) | 4e Pina · 20e Tavares | Arbitrage : Ibrahim Mutaz | Arbitrage : Ibrahim Mutaz |
| 16:00 UTC±0       | Rapport                              |         |                       | Arbitrage : Ibrahim Mutaz | Arbitrage : Ibrahim Mutaz |

## Statistiques

### Meilleurs buteurs
4 buts     
- Dango Ouattara

3 buts    
- Kévin Denkey

2 buts   
- Sabelo Ndzinisa
- Kodjo Fo Doh Laba
- Euloge Placca Fessou

1 but  
| - Stéphane Aziz Ki - Hassane Bandé - Abdoul Tapsoba - Issoufou Dayo - Ryan Mendes - Jamiro Monteiro - Júlio Tavares | - Bebé - João Paulo Fernandes - Gilson Tavares - Kevin Pina - Euclides Andrade - Siboniso Ngwenya - Abdou Ouattara |